# 오촌 (구마모토현)
오촌(일본어: 大村)은 일본 구마모토현 구마군에 설치되었던 촌이다. 

## 역사
- 1889년 4월 1일 - 정촌제 시행에 의해 오촌이 성립하였다..
- 1933년 4월 1일 - 히토요시정에 편입해 동일 오촌은 폐지되었다.

## 참고 문헌
- 角川日本地名大辞典編纂委員会, 『角川日本地名大辞典 43 熊本県』1987, 角川書店